# Samata Angel
Vous êtes invité à donner votre avis sur cette page de discussion, de manière argumentée en vous aidant notamment des critères d’admissibilité ou en présentant des sources extérieures et sérieuses.  
Après avoir apposé le modèle {{Admissibilité}} sur une page, suivez les étapes expliquées sur Wikipédia:Débat d'admissibilité/Aide :
| 1. | Créez la page de débat d'admissibilité.                                                                      | Sauvegardez d’abord la page pour l’initialiser puis indiquez votre motivation.      |
| 2. | Important : ajoutez une entrée dans la section Débat d'admissibilité du jour.                                | Utilisez ce texte : *{{L\|Samata Angel}}                                            |
| 3. | Pensez à informer les contributeurs principaux de la page et les projets associés lorsque cela est possible. | Utilisez ce texte : {{subst:Avertissement débat d'admissibilité\|Samata Angel}}~~~~ |

Samata Pattinson est une entrepreneuse en mode d'origine britannique et ghanéenne. En tant qu'oratrice, elle a été invitée aux Conférences des Nations Unies sur les changements climatiques en 2021 et en 2022.

## Biographie

### Origines et éducation
Descendante d'une famille royale ghanéenne du royaume de Dagbon, elle est née à Cambridge. Elle est devenue entrepreneuse dans les domaines du design et du divertissement,.

### Carrière dans la mode
Elle a commencé sa carrière à Londres en tant que créative, et a été annoncée comme la gagnante étudiante du concours Red Carpet Green Dress, une initiative de design durable associée aux  Oscars.
En tant que PDG de Red Carpet Green Dress (RCGD), elle présente chaque année une mode durable aux Oscars,. En 2023, elle a publié le tout premier guide de mode durable pour la 95e cérémonie des Oscars.

### Carrière dans la presse
Elle est également connue en tant que productrice et présentatrice de la courte vidéo  environnementale « Designing Change ». En 2022, elle a participé au documentaire de Billie Eilish sur le changement climatique aux côtés d'Eilish, Maggie Baird, Finneas O'Connell, Vivienne Westwood, Vanessa Nakate et Yungblud. En 2023, elle est coproduit de Texas d'Andrew Morgan,,,.
Elle a écrit, co-réalise et coproduit un documentaire sur la mode durable intitulé Designing Change. Elle est apparue sur ITV News at Ten, ITV News at Six et d'autres chaînes.

### Art oratoire
Samata participe à de nombreux événements internationaux comme la Yale School of the Environment, SXSW Eco, Central St Martins, London College of Fashion, Berkeley, Ravensbourne et Fashion Institute of Technology,. En 2020, Samata est choisie par l'université de Cambridge pour présenter le Cambridge Institute for Sustainability,,,,.

### Les Oscars et le design durable
Samata a rédigé le premier guide de style durable pour les Oscars en 2023 et a collaboré avec des créateurs comme Vivienne Westwood pour habiller les célébrités de manière écoresponsable sur le tapis rouge des Oscars,.
Pour son engagement en faveur du développement durable, le magazine LOHAS l’a classée parmi les 100 femmes les plus influentes dans ce domaine en 2021, aux côtés des personnalités comme Jane Goodall et Susan Rockefeller. Son travail visant à promouvoir des pratiques plus durables dans l'industrie du spectacle lui a valu une invitation aux Environmental Media Awards,,.

### Engagement social
En 2023, elle est désignée ambassadrice de la The Act on Fashion Coalition, rejoignant ainsi d'autres ambassadrices telles que Sophia Kianni, Sophia Li, Aditi Mayer, Maya Penn et Marina Testino,.